# Franz Schelle
Franz Schelle (Ohlstadt, 17 giugno 1929 – Ohlstadt, 23 gennaio 2017) è stato un bobbista tedesco.

## Biografia
Viene ricordato come vincitore di una medaglia di bronzo nella sua disciplina, ottenuta ai campionati mondiali del 1955 (edizione tenutasi a St. Moritz, Svizzera) insieme ai suoi connazionali Jakob Nirschl, Hans Henn e Edmund Koller
Inoltre vinse una medaglia d'oro nel bob a quattro nel 1962 con Josef Sterff, Ludwig Siebert e Otto Göbl, due medaglie d'argento nel 1958 e nel bob a due nel 1960. Vinse un'altra medaglia di bronzo nel 1959 nel bob a quattro.